# Rocca di Vignola
Die Rocca di Vignola ist eine mittelalterliche Burg im historischen Zentrum von Vignola in der italienischen Region Emilia-Romagna. Sie liegt an der Piazza dei Contrari 4.

## Geschichte
Es ist nicht sicher, wann die Burg errichtet wurde, man nimmt jedoch an, dass sie nach der Karolingerzeit gebaut wurde, um die Siedlung vor den Magyaren zu schützen. Ein Dokument aus dem Jahre 936 bezeugt, dass die Stadt Vignola damals der Autorität des Bischofs von Modena unterstellt war. Ein weiteres Dokument beweist die Existenz der Burg spätestens ab dem Jahr 1178. Bis zum 15. Jahrhundert diente sie ausschließlich militärischen Zwecken. Im Jahre 1401 erhielt der Adlige Uguccione dei Contrari aus Ferrara das Lehen Vignola als Geschenk vom Herrn von Ferrara, Niccolò III. d’Este. In den folgenden 20 Jahren wandelte sich die Burg grundlegend in eine verschwenderische Wohnstatt der Familie Contrari, die großen Reichtum besaß.
1575 starben die Contraris aus und ihre feudalen Besitzungen fielen an die D’Estes zurück. Die D’Estes regierten Vignola nur zwei Jahre lang und 1577 wurde Jacopo Boncompagni, der Sohn des späteren Papstes Gregor XIII., gegen eine Zahlung von 75.000 Goldscudi von Ferrara damit belehnt. Die Familie Boncompagni betraute einen Verwalter mit der Sorge um die Rocca di Vignola und besuchte nur noch selten die Stadt. Antonio Boncompagni war der letzte Lehensnehmer von Vignola, da die Boncompagnis 1796, mit der Ankunft von Napoleon, abdankten und ein republikanisches Komitee eingesetzt wurde. 1815 kam Vignola, das nicht zur Markgrafschaft wurde, unter die Herrschaft des Herzogs von Modena, Franz IV. Im 19. Jahrhundert fanden zahlreiche soziale und politische Institutionen ihren Sitz in diesem Gebäude: Die Stadtverwaltung, die Bibliothek und die Sparkasse Vignola, die das Anwesen 1965 gekauft hatte und 1998 an die Fondazione della Cassa di Risparmio di Vignola abgab.

## Beschreibung

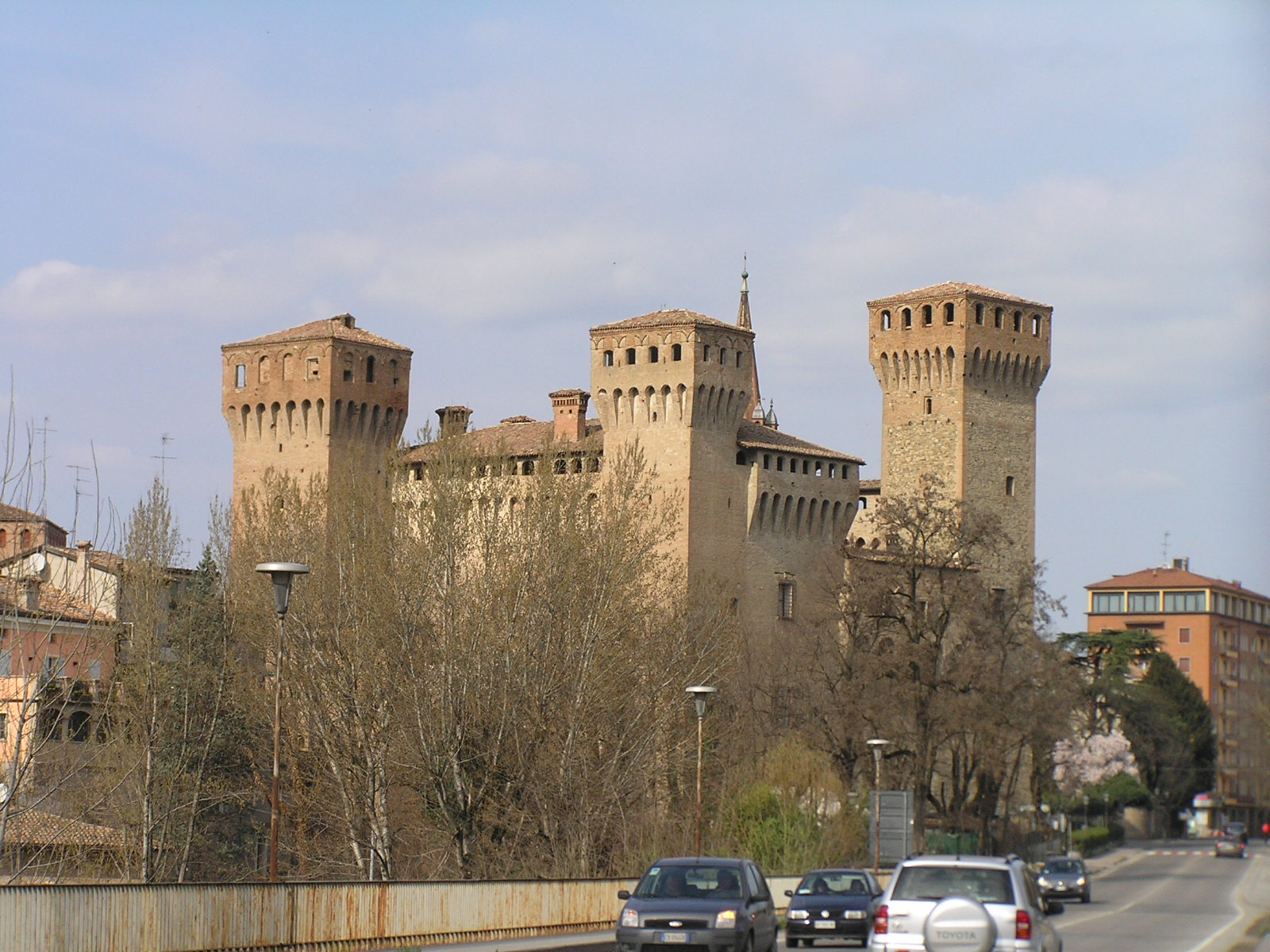
Die Burg von Süden

In den letzten Jahrzehnten wurde eine sorgfältige und gewissenhafte Restaurierung durchgeführt, die die architektonische und künstlerische Wiederherstellung der Anlage ermöglichte.
Dank sorgfältiger, historischer Recherche war es möglich, die Bedeutung der Fresken, größtenteils aus dem 15. Jahrhundert, aufzuzeigen, die die Säle des Erdgeschosses (Saal der Löwen und der Leoparden, Saal der Tauben und Saal der Ringe) und einige Räume des ersten Obergeschosses (Damensaal, Wappensaal und Baumstammsaal) schmücken. Der größte Teil der Fresken zeigen die Geschichte der Familie Contrari und beweisen die starke Bindung an die D’Estes.
In der Burgkapelle kann man den wertvollen, spätgotischen Freskenzyklus bewundern, den Uguccione Contrari in Auftrag gegeben hatte; aus dieser wurde kürzlich restauriert. Die Gemälde, die die Geschichten Christi zeigen, werden dem „Meister von Vignola“ zugeschrieben, einer herausragenden Persönlichkeit der Kunst der Emilia in den ersten Jahrzehnten des 15. Jahrhunderts, dessen Namen man heute nicht mehr weiß. Ein weiterer, glänzender, mit Fresken versehener Raum ist der Pavillonsaal, der seinen Namen der Darstellung eines großen, schön dekorierten Zeltes mit geöffneten Klappen verdankt, vor dem zwei Personen abgebildet sind, die man als Battistina Campofregoso und Ambrogio Contrari, Ehegatten im Jahre 1461, erkennt. Genau in der Szene ihrer Heirat wird das Innere der zinnenbewehrten Mauer gezeigt, die die Struktur eines hängenden Gartens erahnen lässt, verziert mit Granatäpfeln, Blütentrieben und Blättern; darüber hinaus erscheinen viele Zierpflanzensorten.